# Bussus-Bussuel

Bussus-Bussuel este o comună în departamentul Somme, Franța. În 1 ianuarie 2022 avea o populație de 306 de locuitori.